# Bodemvorming
Bodemvorming of pedogenese is het proces waarbij, onder invloed van bodemvormende factoren, uit een dunne laag verweerd materiaal, gesteente, niet-geconsolideerd sediment of veen een bodemprofiel ontstaat. 
De bodemvormende factoren zijn het moedermateriaal, het plaatselijke klimaat, de topografische ligging, biologische factoren en de werking van de tijd. Onder invloed van deze factoren vinden diverse chemische, fysische en biologische veranderingen plaats in het uitgangsmateriaal.

## Bodemvormende factoren
- moedermateriaal: belangrijk zijn chemische en mineralogische samenstelling van het gesteente, sediment of sedentaat.
- topografie: reliëf en positie van de bodem in het landschap zijn van belang voor de beschikbaarheid van water en bodemmateriaal: water breekt gesteente fysisch en chemisch af; ook bij erosie speelt water een belangrijke rol: transport van materiaal bergafwaarts, waarna het zich ophoopt in het dal; bij transport van bodemmateriaal door winderosie vindt duinvorming plaats.
- flora en fauna: afgestorven plantenresten humificeren, vormen organische stof; de bodemfauna draagt bij aan humificatie en bioturbatie, het omwoelen van de grond.
- klimaat: temperatuur en neerslag hebben invloed op aard en intensiteit van de bodemvormende processen; bij hogere temperaturen verloopt bodemvorming sneller; neerslag is belangrijk voor de waterhuishouding van de bodem.
- tijd: bodemvorming is een proces dat doorgaans langzaam verloopt; er kunnen duizenden jaren nodig zijn voor de vorming van bodemmateriaal en het opbouwen van een bodemprofiel.
- mens: denk aan eerdgronden of aan het ingrijpen in de stand van het grondwater.